# 约翰·耶特·鲁宾逊
约翰·耶特·鲁宾逊（英語：John Yate Robinson，1885年8月6日—1916年8月23日），英国男子曲棍球运动员。他曾代表英国国家队参加1908年夏季奥林匹克运动会曲棍球比赛，获得一枚金牌。